# Chityala
Chityala es una ciudad censal situada en el distrito de Nalgonda en el estado de Telangana (India). Su población es de 13742 habitantes (2011). Se encuentra a 72 km de Hyderabad, la capital del estado.

## Demografía
Según el censo de 2011 la población de Chityala era de 13752 habitantes, de los cuales 7052 eran hombres y 6700 eran mujeres. Chityala tiene una tasa media de alfabetización del 77,62%, superior a la media estatal del 67,02%: la alfabetización masculina es del 86,59%, y la alfabetización femenina del 68,20%.